# Сандия (провинция)
Сандия — провинция на севере региона Пуно государства Перу. Столица провинции — город Сандия.

## География
Сандия вместе с Карабаей — две провинции на самом севере региона Пуно. На западе провинция граничит с Карабаей, на восток с государством Боливией, на юге с провинцией Сан Антонио де Путина и на севере с провинцией Тамбопата.